# 60. pehotni polk (Italija)
60. pehotni polk Calabria (izvirno italijansko 60º Reggimento fanteria) je bil pehotni polk (Kraljeve) Italijanske kopenske vojske.

## Zgodovina
Med prvo svetovno vojno je bil polk nastanjen na soški fronti, medtem ko je bil polk med drugo svetovno vojno (1940–1945) nastanjen na Sardiniji.